# Цангион
Цангион (греч. τζαγγίον, произносится [tsaŋˈgion]), множественное число цангиа (τζαγγία), был типом ботинок или сандалий, которые в Средние века стали важной частью регалий византийских императоров.
В IV веке цанге был типом элегантной обуви, но его использование в качестве императорского облачения в Византии началось позже, и на него повлияло восточное, скорее всего, персидское использование. Таким образом, первое возникновение цангии как признака королевской власти в описании Иоанна Малала коронации Цата I как царя Лазики под руководством Юстина I, где Цат был одет в римскую имперскую одежду, но носил цангию, украшенную с жемчугом «по-персидски», а не с которной римского императора. К IX веку ношение красной цангии стало прочно связано с имперской канцелярией, настолько, что повстанцы, надевая их, давали понять о узурпации имперского титула. В середине XIV века Псевдо-Кодин сообщает, что цангиа была высокими сапогами, украшенными орлами из жемчуга и драгоценных камней.
Этот термин является корнем греческого термина «сапожник», цангарис (τσαγκάρης), через цангариос (τζαγγάριος), хотя создатель имперской цангии назывался цангас (τζαγγάς).